# 250-259
De jaren 250-259 (van de christelijke jaartelling) zijn een decennium in de 3e eeuw.

## Belangrijke gebeurtenissen
- 250 : De Pest van Cyprianus teistert het Romeinse rijk en veroorzaakt een wijdverspreid tekort aan mankracht in de landbouw en het leger.

Godsdienstdwang
- 250 : Edict van Decius : iedere burger van het Romeinse Rijk is verplicht de keizerlijke goden te aanbidden, onder het moto religio (religie) en pietas (plicht), met als doel het creëren van samenhang en stabiliteit in het Rijk. De burgers zijn verplicht een openbare offerdienst te plegen in bijzijn van een officiële ambtenaar. Daarna krijgt hij een document, een libellus. Vooral de christengemeenschap verzet zich tegen deze praktijk, met alle gevolgen van dien.
- 258 : Keizer Valerianus ontneemt de christenen het recht van vergadering, en hij sluit hun godshuizen en verbiedt ze de eigen begraafplaatsen te gebruiken. In 258 draagt paus Sixtus II toch het H. Misoffer op in de catacomben van Pretextatus, hetgeen dus tegen de wet van de keizer ingaat. Sixtus wordt verraden en op 6 augustus samen met vier van de zeven diakens ter dood gebracht.
- Cyprianus, de bisschop van Carthago in Noord-Afrika, wordt op 14 september 258 onthoofd omdat hij weigert te offeren aan de heidense goden, zoals keizer Decius alle burgers heeft opgedragen.

Goten
- 251 : Slag bij Abrittus. De poging van keizer Traianus Decius om tussen de Balkan en de Donau voorgoed met de Goten af te rekenen loopt op een mislukking uit. Decius en zijn zoon Herennius Etruscus worden verslagen en sneuvelen. Generaal Trebonianus Gallus wordt de nieuwe keizer en sluit vrede met de Goten.
- 255 : De Goten, samen met de Herulen vallen het Romeinse Rijk binnen

via de Zwarte zee.
Perzen
- De snelle opeenvolging van Romeinse keizers en de uitbraak van de pest maken het Romeinse Rijk kwetsbaar. De Perzische koning Sjapoer I verovert Armenia en dringt Syria binnen (252-253). Bij Barbalissos staat hij tegenover een Romeinse macht van 60.000 man. Het eindigt in een totale nederlaag voor de Romeinen. Volgens Sjapoers inscripties op de Ka'ba-ye Zartosht neemt hij 37 steden in Mesopotamia en Syria in.
- Sjapoer laat Tiridates II van Armenië uit de weg ruimen en zet zijn eigen stroman op de troon. Het Koninkrijk Armenië wordt een deel van het Sassanidische Rijk.
- 256 : De Perzen veroveren Antiochië en verwoesten Dura Europus aan de Eufraat.
- 257 : Keizer Valerianus herovert de provincie Syria.

Burgeroorlog
- 253 : Slag bij Interamna Nahars. Aemilianus wordt keizer door de regerende keizers Trebonianus Gallus en Volusianus te verslaan.
- 253 : Hetzelfde jaar wordt Aemilianus verslagen door Valerianus I in de Slag bij Spoleto. Valerianus roept zijn zoon Gallienus uit tot medekeizer.
- 259 : Slag bij Mediolanum. De Alemannen steken de Rijn over. Keizer Gallienus kan ze stoppen ter hoogte van Milaan.

## Kunst en cultuur

### Architectuur
- Thermen van Decius

## Belangrijke personen
- Cniva, koning van de Goten
- Gaius Messius Quintus Traianus Decius
- Trebonianus Gallus
- Valerianus I

<< · 250 · 251 · 252 · 253 · 254 · 255 · 256 · 257 · 258 · 259 · >>
<< · 200-209 · 210-219 · 220-229 · 230-239 · 240-249 · 250-259 · 260-269 · 270-279 · 280-289 · 290-299 · >>